# Associazione Sportiva Foligno 1933-1934
Questa pagina raccoglie i dati riguardanti  l'Associazione Calcio Foligno nelle competizioni ufficiali della stagione 1933-1934.

## Rosa
| N. |                   | Ruolo | Calciatore            |
| -- | ----------------- | ----- | --------------------- |
|    | Italia (bandiera) | P     | Luigi Bertuzzi        |
|    | Italia (bandiera) | P     | Giovanni Carniato     |
|    | Italia (bandiera) | A     | Ideale Ciaranica      |
|    | Italia (bandiera) | C     | Alessandro Cucciolini |
|    | Italia (bandiera) | C     | Giuseppe Ferranti     |
|    | Italia (bandiera) | D     | Tommaso Freschi       |
|    | Italia (bandiera) | D     | Romolo Gentilucci     |

| N. |                   | Ruolo | Calciatore       |
| -- | ----------------- | ----- | ---------------- |
|    | Italia (bandiera) | C     | Ellero Ghetti    |
|    | Italia (bandiera) | A     | Secondo Lanza    |
|    | Italia (bandiera) | D     | Bruno Monti      |
|    | Italia (bandiera) | C     | Orfeo Pagliari   |
|    | Italia (bandiera) | D     | Bruno Paoli      |
|    | Italia (bandiera) | A     | Giuseppe Ugolini |
|    | Italia (bandiera) | C     | Celso Zanni      |